# Willem Jan Danielszoon Ruys
Willem Jan Danielszoon Ruys (Ouderkerk aan de Amstel, 1 april 1809 – Den Haag, 5 augustus 1889) was een reder, cargadoor en assuradeur. Hij was de grondlegger van de Rotterdamse Lloyd en daarmee van Nedlloyd.

## Levensloop
Ruys werd geboren als zoon van dominee Jan Daniël Ruys (1780-1839) en Maria Elisabeth Krüsemann (1780-1852) in Ouderkerk aan de Amstel. Hij trouwde met Roelandina Jeannette Los (1812-1865) met wie hij drie kinderen kreeg - allen zonen - onder wie de latere reder Willem Willemsz Ruys. Na het overlijden van zijn echtgenote hertrouwde hij enkele jaren later in 1869 met Matthea Maria Anna Jacoba Story van Blokland (1822-1897).

## Onderneming
Ruys vestigde zich al op negentienjarige leeftijd samen met de ook nog slechts twintigjarige Jacob van Ulphen als cargadoor, expediteur en verzekeringsagent in Amsterdam. In 1833 volgde zijn verhuizing naar Rotterdam en de oprichting aldaar van een cargadoorskantoor. Hij woonde en werkt in een pand aan het Haringvliet, een oude binnenhaven aan de oostkant van het centrum. In 1838 verbreedde hij zijn activiteiten met het opzetten van een partenrederij, waarin hij optrad als reder en meestal zelf voor een achtste deel participeerde in de schepen. Dankzij de Nederlandsche Handel-Maatschappij had Ruys aanvankelijk een redelijke zekerheid van bevrachting op de vaart van en naar Nederlands-Indië. In 1847 ging Ruys zonder Van Ulphen verder als reder, cargadoor en assuradeur in Rotterdam. Zijn schepen voeren ook naar China, Singapore, Chili, Peru, Hong Kong en Australië. De rederij groeide gestaag. In 1853 had Ruys dertien of veertien schepen in de vaart en was daarmee, gemeten naar beheerde tonnage, de derde reder van Nederland (na Van Hoboken en C. Vlierboom & Zn.).
Zoon Willem trad in 1861 toe tot de firma Wm. Ruys & Zonen. De cargadoors en expediteurs activiteiten werden in 1868 afgesplitst in de firma Ruys & Co waarvan de jongste zoon Daan de leiding kreeg. In 1873 trad Daan ook toe tot de firma Wm. Ruys & Zonen.
De vloot van Ruys bestond oorspronkelijk vooral uit fregatten en barken, zeilschepen dus. In 1869 werd als eerste stoomschip de 'Ariadne' aangeschaft. Het laatste zeilschip werd pas in 1882 uit de vaart genomen. Op 15 maart 1867 trok Ruys senior zich terug uit de zaken en vestigde zich een paar jaar later in Den Haag, waar hij in 1889 overleed. Zoon Willem richtte in 1875 samen met de Commercial Steamship Company de Stoomboot Reederij Rotterdamsche Lloyd op.

## Maatschappelijke betrokkenheid
Ruys toonde zijn maatschappelijke betrokkenheid als bestuurslid bij de Rotterdamse diergaarde en bij de  Zuidhollandsche maatschappij tot redding van schipbreukelingen.
|

## De familie Ruys
De familie Ruys is gedurende vijf generaties dominant aanwezig geweest in de Rotterdamse haven, met name door hun betrokkenheid bij de Koninklijke Rotterdamse Lloyd en naast de schepen zichtbaar door bijvoorbeeld vanaf 1908 te beschikken over de eigen Lloydkade, die na het vertrek van de rederij is omgevormd tot een woonwijk met de naam Lloydkwartier. Ook waren familieleden betrokken bij andere zakelijke ondernemingen en vervulden diverse maatschappelijke en sociale functies.
- Digitale Bibliotheek voor de Nederlandse Letteren: ruys014
- Library of Congress Control Number: n90712214
- Virtual International Authority File: 48396180